# سيزار هالوم
سيزار هالوم (من مواليد 10 مارس 1954) سياسي برازيلي ومحامي. على الرغم من أنه ولد في غوياس، فقد أمضى حياته السياسية ممثلاً لولاية توكانتينز، حيث شغل منصب ممثل الولاية من عام 2011 إلى عام 2019.

## الحياة الشخصية
هالوم هو ابن جيني إلياس حلوم ونعيم حنا حلوم. وهو خريج جامعة غوياس الفيدرالية. هالوم متزوج من غراسيا ماريا تيكسيرا ولديه ثلاثة أطفال: فلافيا وفرناندا وسيزار هنريكي. قبل أن يصبح سياسيًا عمل كطبيب بيطري.

## الحياة السياسية
صوت هالوم لصالح محاكمة الرئيسة آنذاك ديلما روسيف. صوّت لصالح إصلاح العمل البرازيلي لعام 2017، وصوت لصالح تحقيق فساد في ميشيل تامر خلف روسيف.
بعد فشله في إعادة انتخابه لولاية ثالثة في مجلس النواب في انتخابات 2018، تم تعيين هالوم وزير الزراعة والثروة الحيوانية وتربية الأحياء المائية في ولاية توكانتينز. في مارس 2019 مثل هالوم شركة توكاتشينز في مؤتمر دولي في ليما بيرو حول الإنتاج الزراعي المستدام.